# Крихкість мінералів
Кри́хкість мінера́лів (рос. хрупкость минералов, англ. fragility of minerals, нім. Sprödigkeit f der Mineralen n pl) — властивість мінералів кришитися при дряпанні їхньої поверхні вістрям ножа. Якщо на мінералі залишається риса з порошком по краях, то він є крихким. За крихкістю мінерали поділяють на 5 груп:
- 1) дуже крихкі (пірит, гіпс),
- 2) крихкі (пентландит, тетраедрит),
- 3) слабо пластичні (кварц, піротин),
- 4) пластичні (магнетит),
- 5) дуже пластичні (мідь, ґаленіт).

## Дивись також
- Крихкість
- Крихкість гірських порід
- Спайність